# Manifest (televisieserie)
Manifest is een Amerikaanse bovennatuurlijke dramaserie, gemaakt door Jeff Rake, die op 24 september 2018 in première ging op NBC. De serie draait om de passagiers en de bemanning van een passagiersvliegtuig dat plotseling weer verschijnt na vijf jaar lang verdwenen te zijn geweest.

## Premisse
Montego Air-vlucht 828 van Jamaica naar New York ervaart een korte periode van bliksem en zware turbulentie. Wanneer ze landen, vernemen de passagiers en de bemanning van NSA-directeur Robert Vance dat er meer dan vijf en een half jaar zijn verstreken tussen het opstijgen en het landen van de vlucht, gedurende welke tijd men dacht dat ze dood waren. Terwijl ze opnieuw integreren in de huidige samenleving, beginnen de passagiers het feit onder ogen te zien dat niets meer is zoals het vroeger was, terwijl ze ook sturende stemmen en visies ervaren die gebeurtenissen vertegenwoordigen die nog moeten plaatsvinden.

## Cast en personages

### Hoofdpersonages
- Melissa Roxburgh als Michaela Stone, een rechercheur die bij het 129ste district van het NYPD werkt, en Bens zus. Ze was een passagier op vlucht 828. Ariana Jalia portretteert een jongere Michaela.
- Josh Dallas als Ben Stone, universitair hoofddocent wiskunde, en Michaelas broer. Hij was een passagier op vlucht 828.
- Athena Karkanis als Grace Stone (seizoen 1-3, gast in seizoen 4), Bens vrouw en Michaela's schoonzus, die een cateringbedrijf runt.
- J.R. Ramirez als Jared Vasquez, rechercheur bij het 129ste district van het NYPD en Michaela's ex-verloofde; hij trouwde met Michaela's beste vriendin, maar na haar terugkeer loopt zijn relatie op de klippen door zijn gevoelens voor Michaela.
- Luna Blaise als Olive Stone, Ben en Grace's dochter en de tweelingzus van Cal Stone. Jenna Kurmemaj resp. Samsara Leela Yett portretteren een jonge Olive.
- Jack Messina (seizoen 1-3, gast in seizoen 4) en Ty Doran (seizoen 4, gast in seizoen 3) als Cal Stone, de zoon van Ben en Grace en tweelingbroer van Olive, die aanvankelijk vijf en een half jaar ouder is dan hij. Cal was een passagier op vlucht 828.
- Parveen Kaur als Saanvi Bahl, een afgestudeerde student en medisch onderzoeker bij Mercy Hospital en passagier op vlucht 828.
- Matt Long als Zeke Landon (seizoen 2-4; terugkerend seizoen 1), een wandelaar die een jaar geleden tijdens een sneeuwstorm vast kwam te zitten in een grot, en een jaar later pas terugkwam in een situatie die vergelijkbaar was met wat er gebeurde met vlucht 828. Colin Critchley portretteert een jongere Zeke.
- Holly Taylor als Angelina Meyer (seizoen 3-4), passagier op vlucht 828 en een valse profeet die verschillende kwaadaardige daden uitvoerde.
- Daryl Edwards als Robert Vance (seizoen 4, terugkerend seizoen 1-3), de directeur van de NSA die het onderzoek leidt naar de heropkomst van Montego Air Flight 828. Ondanks dat hij blijkbaar is gedood in seizoen 1 tijdens de aanval op de basis van een Singularity Project, blijkt hij nog steeds te leven in seizoen 2. Slechts enkele mensen zijn hiervan op de hoogte, waaronder Saanvi.

### Terugkerend
Vanaf seizoen 1
- Alfredo Narciso als kapitein Riojas, de politie-kapitein van het 129ste district van NYPD, waar Michaela en Jared werken.
- Mugga als Bethany Collins, een stewardess op vlucht 828 en Georgia's vrouw.
- Tim Moriarty als Tim Powell, adjunct-directeur van de NSA.
- Frank Deal als Bill Daly, de piloot van vlucht 828.
- Leajato Amara Robinson als Daniel Amuta Clarke, copiloot van vlucht 828.
- Malachy Cleary als Steve Stone, Michaela en Bens vader en Cal en Olives grootvader.
- Geraldine Leer als Karen Stone, de moeder van Ben en Michaela en oma van Cal, Olive en Eden.
- Victoria Cartagena als Lourdes, Michaela's voormalige beste vriend die met Jared trouwde na Michaela's verdwijning.
- Daniel Sunjata als Danny, Grace' vriend die ze ontmoette na de verdwijning van Ben.
- Olli Haaskivi als Isaiah, een gepassioneerd maar kwetsbaar lid van de Kerk van de Teruggekeerde. Hij sticht brand in een nachtclub om anderen te laten zien dat de passagiers van vlucht 828 wonderen zijn, maar sterft daaraan.
- Nikolai Tsankov als Marko Valeriev, een Bulgaarse passagier van vlucht 828 die tot de vreemdelingen behoort onder de hoede van Unified Dynamic Systems (UDS) en het Singularity-project.
- Francesca Faridany als Fiona Clarke, een wetenschapper op vlucht 828 die betrokken is bij Unified Dynamic Systems en het Singularity-project.
- Shirley Rumierk als Autumn Cox, een passagier van vlucht 828 met uitstaande arrestatiebevelen. Ze werd gebruikt door de superieuren van Laurence om erachter te komen wat Ben weet over het Singularity-project.
- Elizabeth Marvel als The Major, een vrouw die een overheidsinstantie leidt die de 'roepingen' die de 828 passagiers vaak ervaren, wil bewapenen. In de aflevering 'False Horizon' wordt ze geïdentificeerd als generaal-majoor van het Amerikaanse leger, Kathryn Fitz, een specialist in psychologische oorlogvoering met dertig jaar ervaring in geheime operaties. Ze wordt later per ongeluk vergiftigd door Saanvi. Voordat ze stierf, verklaarde Kathryn dat ze van plan was mensen te infecteren met hetzelfde bloed dat in de Flight 828-passagiers zit, in de hoop de mutatie te repliceren.
- Brandon Schraml als directeur Jansen, vertegenwoordiger van The Major. Hij is belast met het toezicht op Autumn Cox.
- Jared Grimes als Adrian Shannon, een passagier op vlucht 828. Hij is een ondernemer die de kerk van de teruggekeerden vormt.
- Curtiss Cook als Radd Campbell, een musicus op vlucht 828.
- Richard Topol als Harvey Stein, een passagier van vlucht 828.
- Julienne Hanzelka Kim als Kelly Taylor, een passagier van vlucht 828.
- Omar Torres II als Tony Diaz, politieagent van het 129ste district van de NYPD.
- Adriane Lenox als Beverly, de moeder van Evie. Evie overleed bij een ongeluk waar haar vriendin Michaela bij was.
- Sheldon Best als Thomas, een verstekeling op vlucht 828 binnengelaten door Bethany.
- Jacqueline Antaramian als Anna Ross, een passagier op vlucht 828 en vertaler.
- Kerry Malloy als Paul Santino, een oud-advocaat op vlucht 828.
- Marc Menchaca als James Griffin, een overvaller.
- Maryann Plunkett als Priscilla Landon, Zekes moeder.
- Ed Herbstman als Troy Davis, een collega die Saanvi helpt in het laboratorium.

Vanaf seizoen 2
- Andrene Ward-Hammond als Captain Kate Bowers, de politie-kapitein van het 129ste district van het NYPD die Riojas opvolgt.[1]
- Brendan Burke als Emmett, een huurling van Vance.
- Ellen Tamaki als Drea Mikami, Michaela's nieuwe partner bij de NYPD.[2]
- Garrett Wareing als TJ Morrison, een student en vlucht 828-passagier.
- Yasha Jackson als Suzanne Martin, de decaan van een universiteit en een oude vriend van Ben.[3]
- Leah Gibson als Tamara[4], een barvrouw die werkt in een taverne die wordt bezocht door de X-ers.
- Carl Lundstedt als Billy, Tamara's broer en een X-er.
- Maury Ginsberg als Simon White, een elite faculteitslid van het college dat Ben inhuurt, bleek in het geheim de X-ers te leiden.
- Sydney Morton als Alex Bates, een wetenschapper die een relatie had met Saanvi.
- James McMenamin als Jace Baylor, een drugsdealer die later Cal kidnapt.
- Devin Harjes als Pete Baylor, de broer van Jace die hem daarbij helpt.
- DazMann Still als Kory Jephers, een buschauffeur die Jace helpt.
- Erika Chase als Maxine Taylor, een vriendin van Olive.

Vanaf seizoen 3
- Lauren Norvelle als Sarah Fitz, de dochter van The Major die met Jared gaat daten.
- Heidi Armbruster als Noelle Meyer, de moeder van Angelina.
- Warner Miller als Tarik, de stiefbroer van Grace.
- Patricia Mauceri als Director Zimmer, een bestuurder van de NSA.
- Will Peltz als Levi, een archeoloog op de school waar Ben werkt.
- Mahira Kakkar als Aria Gupta, een onderzoeksleider van de "Project Eureka"-828 taskforce van de NSA.
- J.D. Martin als Dr. Patrick Cooper, een seismoloog en onderdeel van die taskforce.
- Ali Lopez-Sohaili als Eagan Tehrani, een passagier op vlucht 828 die zich verzet tegen Bens leiderschap.
- Arianna Esquerre als Astrid Koren, een passagier op vlucht 828 die zich aansloot bij Angelina maar later toch voor Bens leiderschap koos.

Vanaf seizoen 4
- Brianna en Gianna Riccio en Paisley Day Herrera als Eden Stone, de jongste dochter van Ben en Grace (zusjes Riccio in de eerste helft en Herrera in de twee helft van seizoen 4).
- Clem Cheung als Henry Kim, een passagier op vlucht 828.
- Sarah Marie Rodriguez als Violet Wheeler, een passagier op vlucht 828 die later een korte relatie had met Cal.
- Bru Ajueyitsi als Joe Butler, een passagier op vlucht 828 die bijna zijn zoon verloor aan mensenhandel.
- Carl Hendrick Louis als Leo, de vriend van verstekeling Thomas en nicht van Bethany.
- Naaji Sky Adzimah als Polly, een passagier op vlucht 828 die in het detentiecentrum een kind kreeg.

## Afleveringen

### Televisie
Op 24 september 2018 ging de serie in première bij de Amerikaanse NBC. In oktober 2018 liet NBC drie extra afleveringen van de serie maken, waarmee het totaal van het eerste seizoen op 16 afleveringen kwam. In april 2019 vernieuwde NBC de serie voor een tweede seizoen. Deze kwam in de VS vanaf 6 januari 2020 op televisie. Vanaf 1 april 2021 zond NBC in de VS de derde reeks uit, die dertien afleveringen bevat.
In Vlaanderen werd de serie vanaf 6 mei 2020 per twee afleveringen uitgezonden op de Vlaamse commerciële zender VIJF.
In Nederland werd seizoen 1 uitgezonden vanaf januari 2020 op Net5. Seizoen 2 was te zien op televisie vanaf woensdag 9 september 2020. Op woensdag 11 augustus 2021 startte seizoen 3.

### Netflix
De serie werd in juni 2021 door NBC geannuleerd na drie seizoenen. Kort daarna werden seizoen 1 en 2 aan Netflix USA en Canada toegevoegd. Manifest steeg onmiddellijk naar de hitlijsten en kwam meerdere weken op 1 te staan in de Nielsen lijst. De fans van Manifest hadden een campagne op social media opgestart, genaamd #SaveManifest om voor de populaire serie een thuis te kunnen vinden. Dit leverde reeds positief nieuws op. Netflix, WarnerBrosTv en NBC waren met elkaar in gesprek gegaan over een eventuele overname van de serie. Netflix had de serie dan ook vernieuwd voor een vierde en laatste seizoen van twintig afleveringen, waarvan de eerste tien afleveringen uitkwamen op 4 november 2022 en de laatste tien op 2 juni 2023.